# 火山噴發碎屑

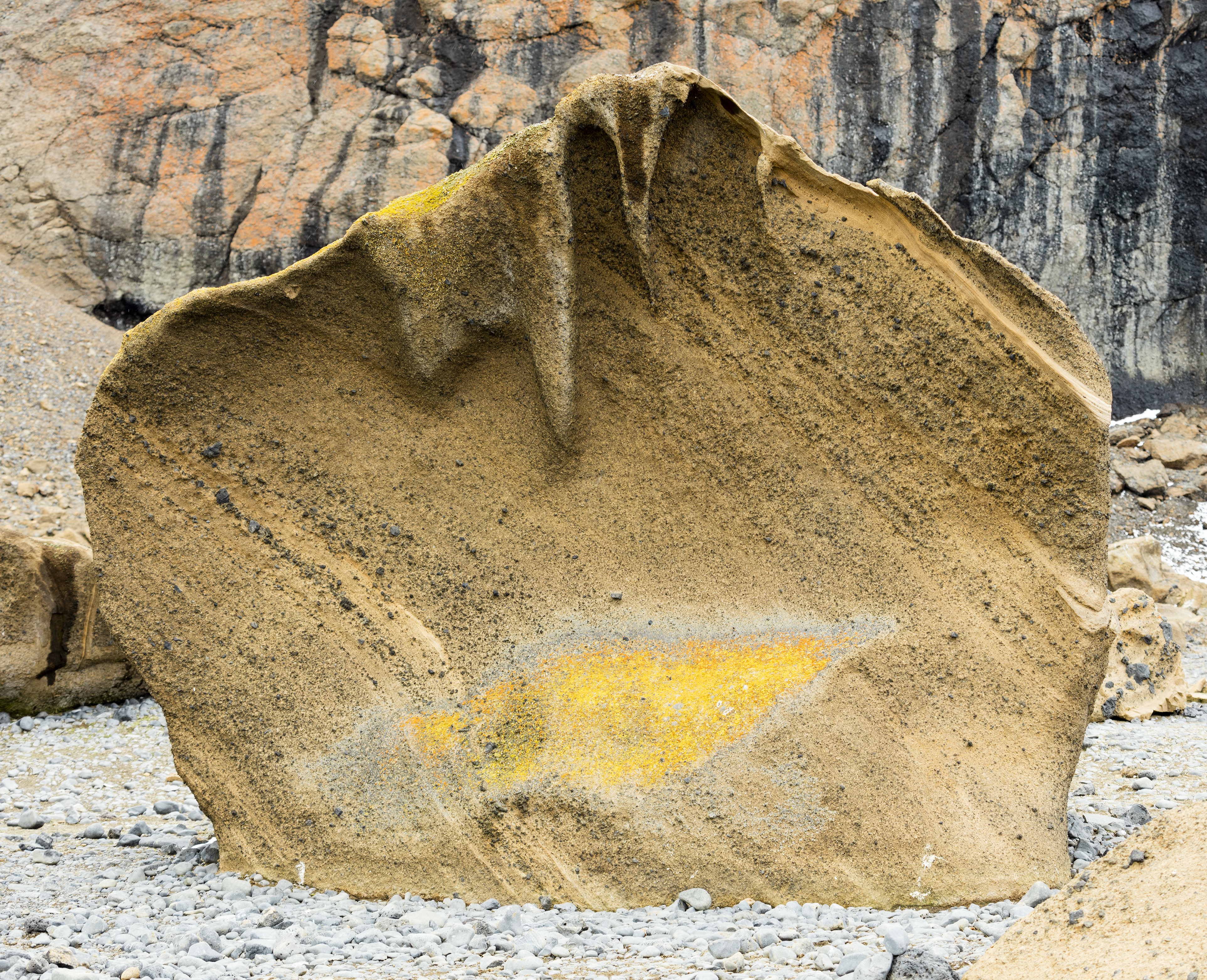
南極洲布朗海崖的火山噴發碎屑（2016 年）.

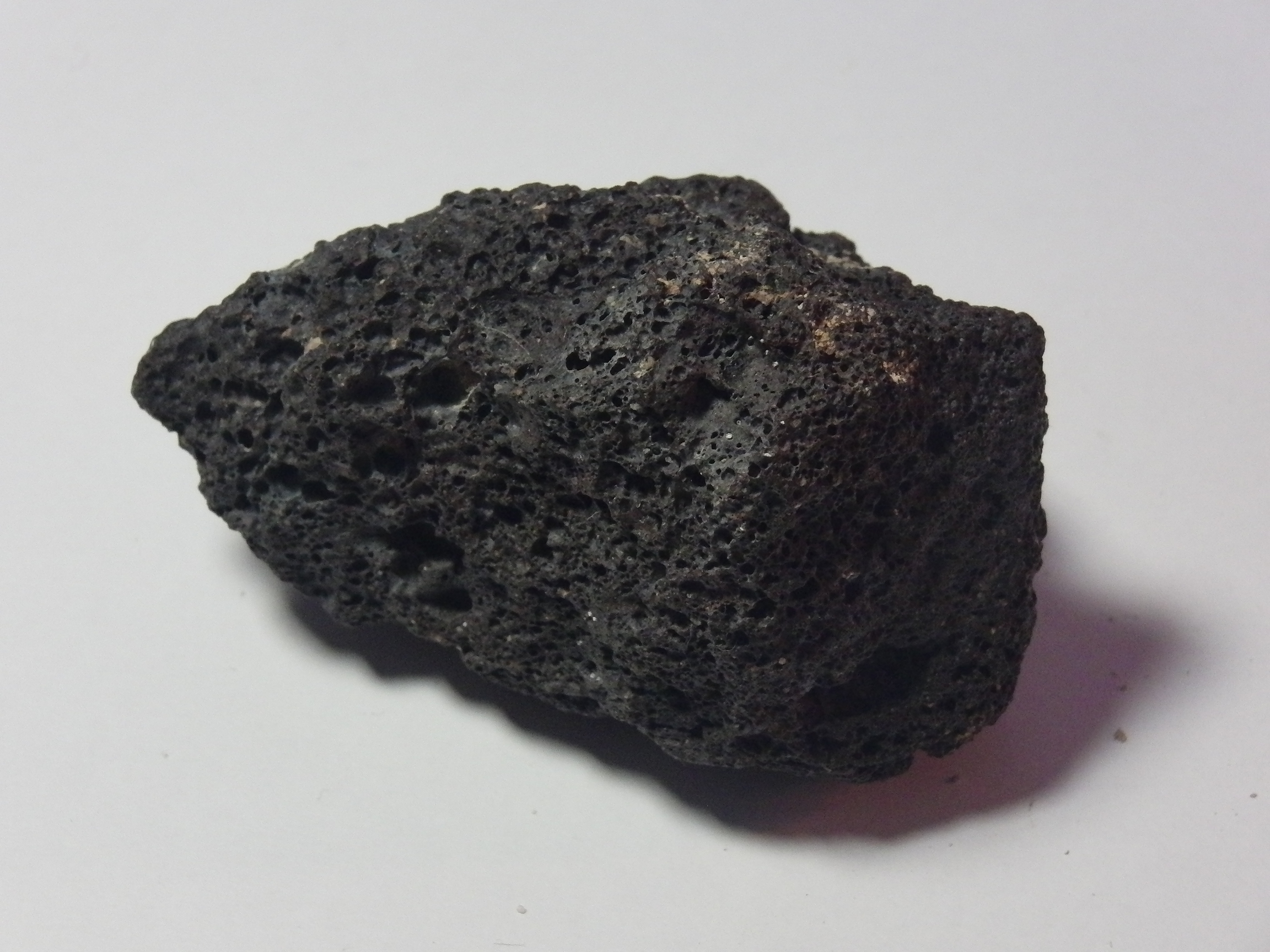
一粒火山彈(採自加州)

火山噴發碎屑（英語：Tephra）是火山學家對火山爆發噴出而沒有形成火山碎屑岩或凝灰岩的火山碎屑物質的泛稱，不論這些碎屑的成分、體積和侵位方式為何。
如果空氣中有大量火山噴發碎屑，太陽的光線和熱能會被反射離開地球，有些情況會導致氣溫下降甚至火山冬天（Volcanic winter）。火山噴發碎屑與降雨結合，形成酸雨和酸雪（Acid snowfall）。

## 概述

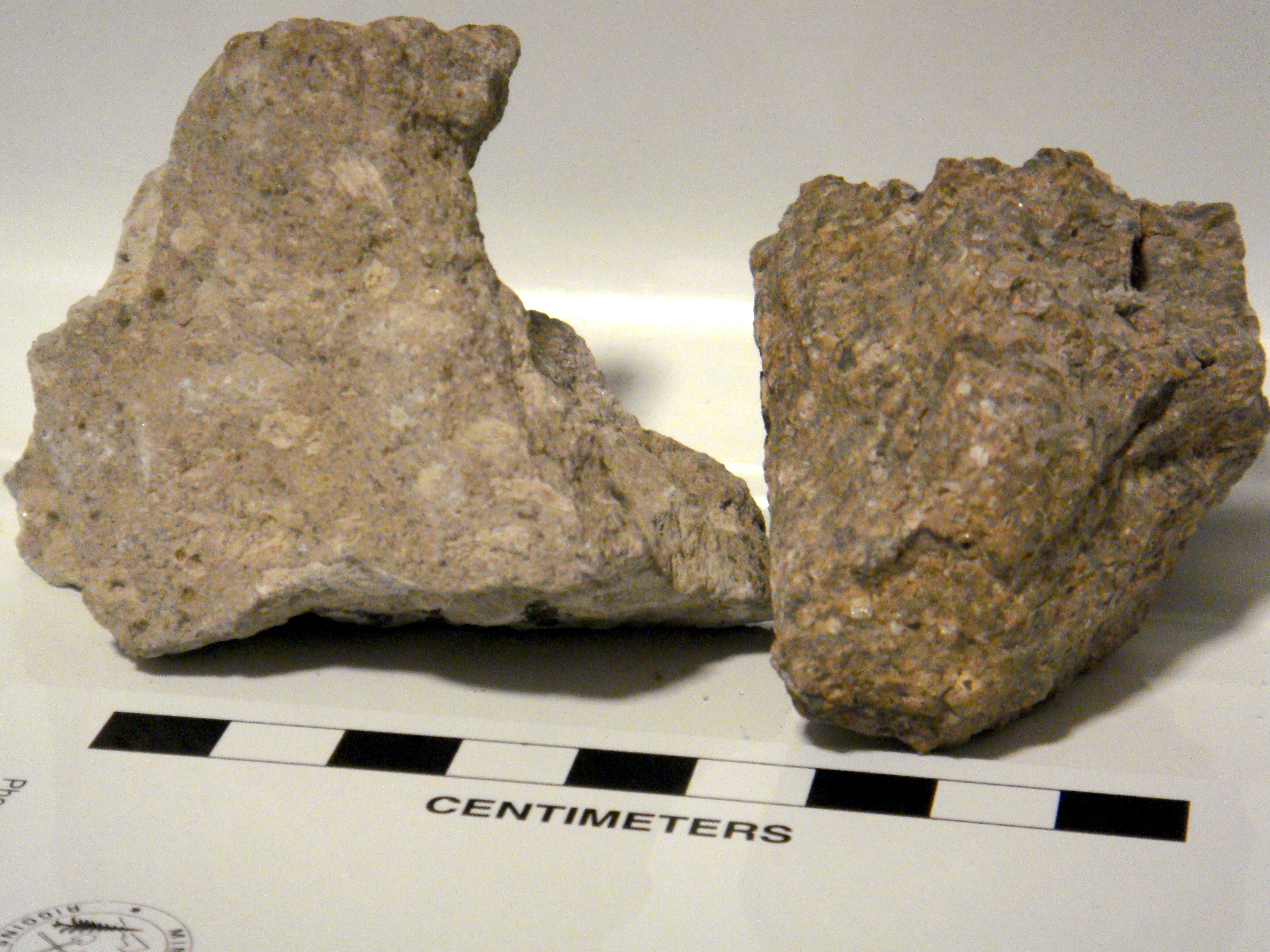
來自主教凝灰岩的岩石，左側未壓縮，帶有浮岩； 右側用火焰壓縮

火山噴發碎屑是火山爆發產生的鬆散火山碎屑物質。 它由多種材料組成，通常是由岩漿液滴冷卻形成的玻璃狀顆粒，可以是泡狀、固體或片狀，以及不同比例的來自山脈和噴口壁的晶體和礦物成分。 當顆粒落到地面時，它們在風和重力的作用下在一定程度上被分類，並形成鬆散的材料層。 顆粒透過地表或海底水流進一步移動。
火山噴發後火山噴發碎屑的分佈通常是最大的巨石最快落到地面，因此最接近噴口，而較小的碎片則傳播得更遠——火山噴發碎屑通常可以傳播數千英里，甚至環繞全球，因為它可以在平流層中停留很長時間火山爆發後幾天到幾週。 當大規模火山爆發（或同時發生的許多小型火山噴發）導致大量火山噴發碎屑積聚在大氣中時，它們可以將太陽的光和熱反射回大氣層，在某些情況下導致溫度下降，從而導致暫時的"火山冬天"。 酸雨和雪的影響，即火山噴發碎屑引起的降水排放到大氣中，在火山爆發停止後的多年仍然可以看到。 火山噴發碎屑噴發可能會影響數百萬平方公里甚至整個大陸的生態系統，這取決於噴發的規模。

## 分類
火山噴發碎屑可依其體積分為︰
- 火山灰︰直徑小於2毫米
- 火山礫︰直徑2毫米至64毫米
- 火山塊或火山彈︰直徑大於64毫米

火山灰年代學根據火山噴發碎屑層的不同化學成分和特徵，推算考古遺址和地質景點的所在年份。

## 環境影響
火山噴發碎屑釋放到對流層會對環境產生物理和化學影響。 從物理上講，火山塊會破壞當地的植物和人類居住。 灰燼會損壞通訊和電力系統，覆蓋森林和植物，減少光合作用，並污染地下水。 火山噴發碎屑改變了地下和地上的空氣和水的移動。 從化學角度來說，火山噴發碎屑的釋放會影響水循環。 火山噴發碎屑顆粒會導致雲中冰晶生長，進而增加降水量。 附近的流域和海洋的礦物質含量可能會升高，尤其是鐵，這可能會導致浮游生物群落的族群數量爆炸性增長。 這反過來又會導致富營養化。

## 外部連結
- How Volcanoes Work （页面存档备份，存于）
- Volcanic Materials Identification